# Iwanytschi
Iwanytschi (ukrainisch Іваничі;  russisch Иваничи Iwanitschi, polnisch Iwanicze) ist eine kleine ukrainische Siedlung städtischen Typs mit 6260 Einwohnern (2022). Sie liegt in der Oblast Wolyn, nahe der Grenze zu Polen. Die nächstgrößere Stadt Nowowolynsk liegt ca. 25 km westlich von Iwanytschi.

## Geschichte
Der Ort wurde 1545 zum ersten Mal schriftlich und lag als Iwanicze bis 1795 als Teil der Adelsrepublik Polen-Litauen in der Woiwodschaft Bełz. Danach kam es zum neugegründeten Gouvernement Wolhynien als Teil des Russischen Reiches.
Nach dem Ende des Ersten Weltkrieges wurde der Ort ein Teil der Zweiten Polnischen Republik (Woiwodschaft Wolhynien, Powiat Włodzimierz, Gmina Poryck), nach dem Ausbruch des Zweiten Weltkrieges wurde das Gebiet durch die Sowjetunion und ab 1941 durch Deutschland besetzt, 1945 kam es endgültig zur Sowjetunion und wurde in die Ukrainische SSR eingegliedert. Seit 1951 hat der Ort den Status einer Siedlung städtischen Typs, 1991 kam die Siedlung zur neu entstandenen Ukraine.
Der Ort gewann nach dem Bau einer Eisenbahnlinie zwischen Sokal und Wolodymyr im Jahre 1915 (siehe Bahnstrecke Jarosław–Kowel) an Bedeutung, so dass er nach dem Zweiten Weltkrieg ab 1966 die Rajonshauptstadt des gleichnamigen Rajons Iwanytschi wurde.

## Klima
Klimadaten von Iwanytschi
|                        | Jan  | Feb  | Mär | Apr | Mai  | Jun  | Jul  | Aug  | Sep  | Okt | Nov | Dez  |   |      |
| Mittl. Temperatur (°C) | −4,9 | −3,5 | 0,9 | 8,0 | 13,8 | 16,8 | 18,0 | 17,4 | 13,3 | 7,9 | 2,6 | −2,0 | ⌀ | 7,4  |
| Mittl. Tagesmax. (°C)  | −2   | −1   | 3   | 11  | 18   | 20   | 22   | 22   | 17   | 11  | 4   | 0    | ⌀ | 10,5 |
| Mittl. Tagesmin. (°C)  | −7   | −6   | −1  | 3   | 8    | 11   | 14   | 12   | 9    | 4   | 0   | −4   | ⌀ | 3,6  |
|                        |      |      |     |     |      |      |      |      |      |     |     |      |   |      |
| Niederschlag (mm)      | 31   | 31   | 27  | 39  | 60   | 68   | 76   | 61   | 56   | 37  | 36  | 38   | Σ | 560  |

| −7 |

| −6 |

| −1 |

| 3 |

| 8 |

| 11 |

| 14 |

| 12 |

| 9 |

| 4 |

| 0 |

| −4 |

| −7 |

| −6 |

| −1 |

| 3 |

| 8 |

| 11 |

| 14 |

| 12 |

| 9 |

| 4 |

| 0 |

| −4 |

## Einwohnerentwicklung
| Grafik Einwohnerentwicklung |

## Gemeindepartnerschaften
Iwanytschi unterhält eine klassische Gemeindepartnerschaft:
- Erzhausen, Landkreis Darmstadt-Dieburg, Hessen, Deutschland; seit 11. Mai 2017[3]

## Wirtschaft und Infrastruktur
Iwanytschi ist über die Territorialstraße T–03–05, die O–030318, die O–030319 und die O–030320 an das ukrainische Straßennetz angeschlossen. Die Stadt besitzt einen Eisenbahnanschluss an der Bahnstrecke Jarosław–Kowel.
Der nächstgelegene regionale Flughafen befindet sich in Lwiw und der nächstgelegene internationale Flughafen befindet sich in Kiew.

## Feldbahn
Eine etwa 95 km lange Feldbahn mit einer Spurweite von 600 mm führte vom Bahnhof Iwanytschi an der Bahnstrecke Jarosław–Kowel wohl über Pawliwka, Ratschyn, Horochiw, Stojaniw und Tartakiw nach Sokal in Wolhynien (heute Oblast Wolyn und Oblast Lwiw in der Ukraine). Sie wurde abschnittsweise mindestens von 1915 bis 1928 betrieben.
Auf der Feldbahn wurden folgende Lokomotiven eingesetzt:
- Borsig, Nr. 6152/1907, E. Bernhard, Berlin für Camburg
- Henschel, Nr. 9698/1909, Gerätevereinigung, Köln
- O&K, Nr. 5223/1912, Jacob Gorges, Rastenberg
- Henschel, Nr. 12464/1913, R. Dolberg, Hamburg
- Maffei, Nr. 3927/1917, Zentraltransportleitung, Wien[4]

## Verwaltungsgliederung
Am 30. Juni 2017 wurde die Siedlung zum Zentrum der neugegründeten Siedlungsgemeinde Iwanytschi (Іваничівська селищна громада Iwanytschiwska selyschtschna hromada). Zu dieser zählen noch die 8 in der untenstehenden Tabelle aufgelistetenen Dörfer, bis dahin bildete die Siedlung zusammen mit den Dörfern Dolynka und Romaniwka die gleichnamige Siedlungsratsgemeinde Iwanytschi (Іваничівська селищна рада/Iwanytschiwska selyschtschna rada) im Zentrum des Rajons Iwanytschi.
Am 17. Juli 2020 wurde der Ort Teil des Rajons Wolodymyr.
Folgende Orte sind neben dem Hauptort Iwanytschi Teil der Gemeinde:
| Name                     | Name       | Name                    | Name                  | Name |
| ukrainisch transkribiert | ukrainisch | russisch                | polnisch              |      |
| ------------------------ | ---------- | ----------------------- | --------------------- | ---- |
| Dolynka                  | Долинка    | Долинка (Dolinka)       | Dolinka               |      |
| Drewyni                  | Древині    | Древини (Drewini)       | Drewinie              |      |
| Iwaniwka                 | Іванівка   | Ивановка (Iwanowka)     | Janewicze             |      |
| Luhowe                   | Лугове     | Луговое (Lugowoje)      | Szczeniatyn Mały      |      |
| Mentschytschi            | Менчичі    | Менчичи (Mentschitschi) | Męczyce               |      |
| Myschiw                  | Мишів      | Мышев (Myschew)         | Myszów                |      |
| Romaniwka                | Романівка  | Романовка (Romanowka)   | Romanówka             |      |
| Sosnyna                  | Соснина    | Соснина (Sosnina)       | Biskupice Szlacheckie |      |

## Persönlichkeiten
- Oksana Herhel (* 1994), Ringerin

## Wappen
Beschreibung: In Rot über einer goldenen Bockmühle ein silberner Vollmond mit einem silbernen Wiederkreuz besteckt. Auf den goldenen Antikschild eine dreitürmige silberne Mauerkrone.

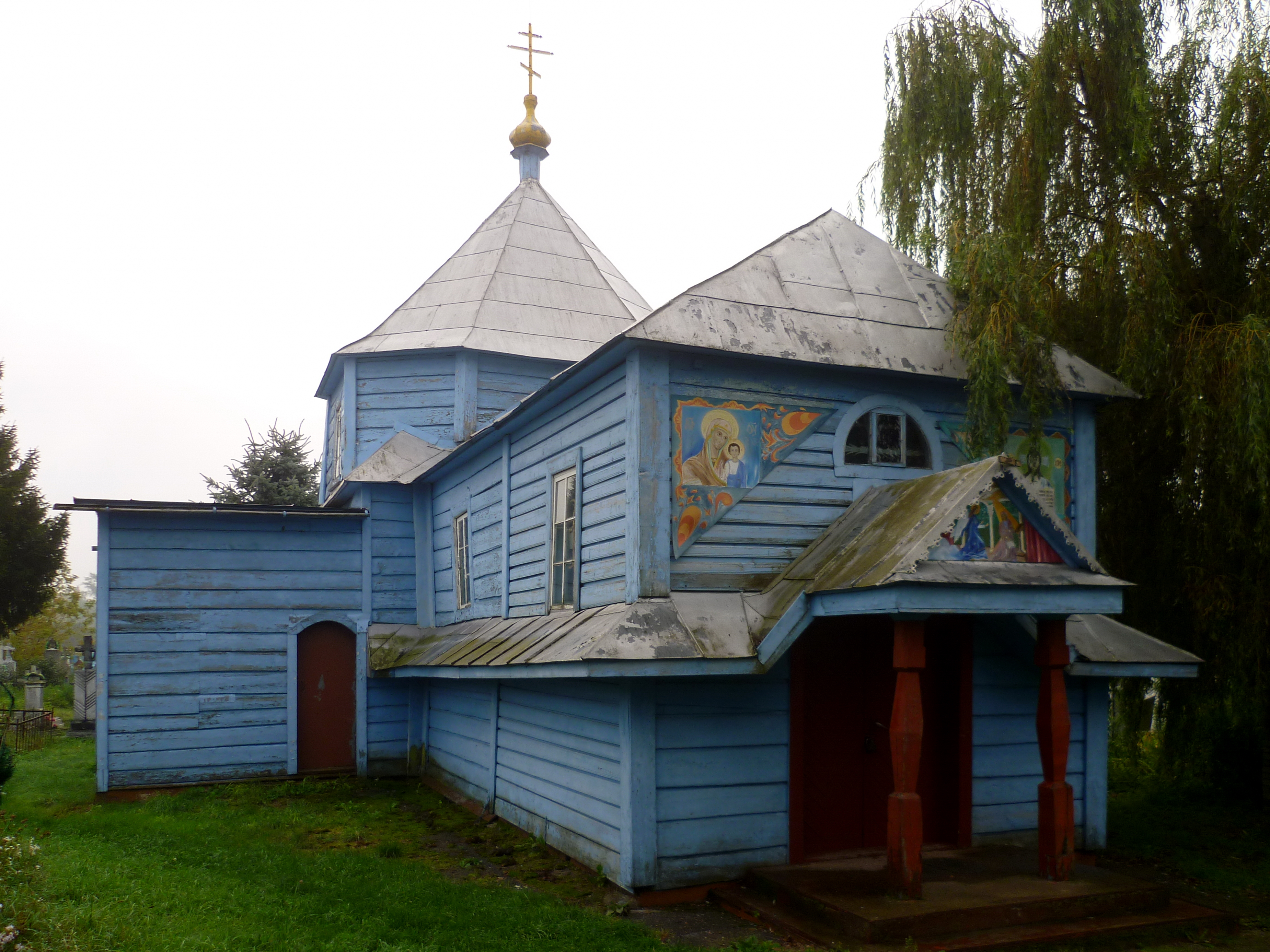
Kirche (2014)
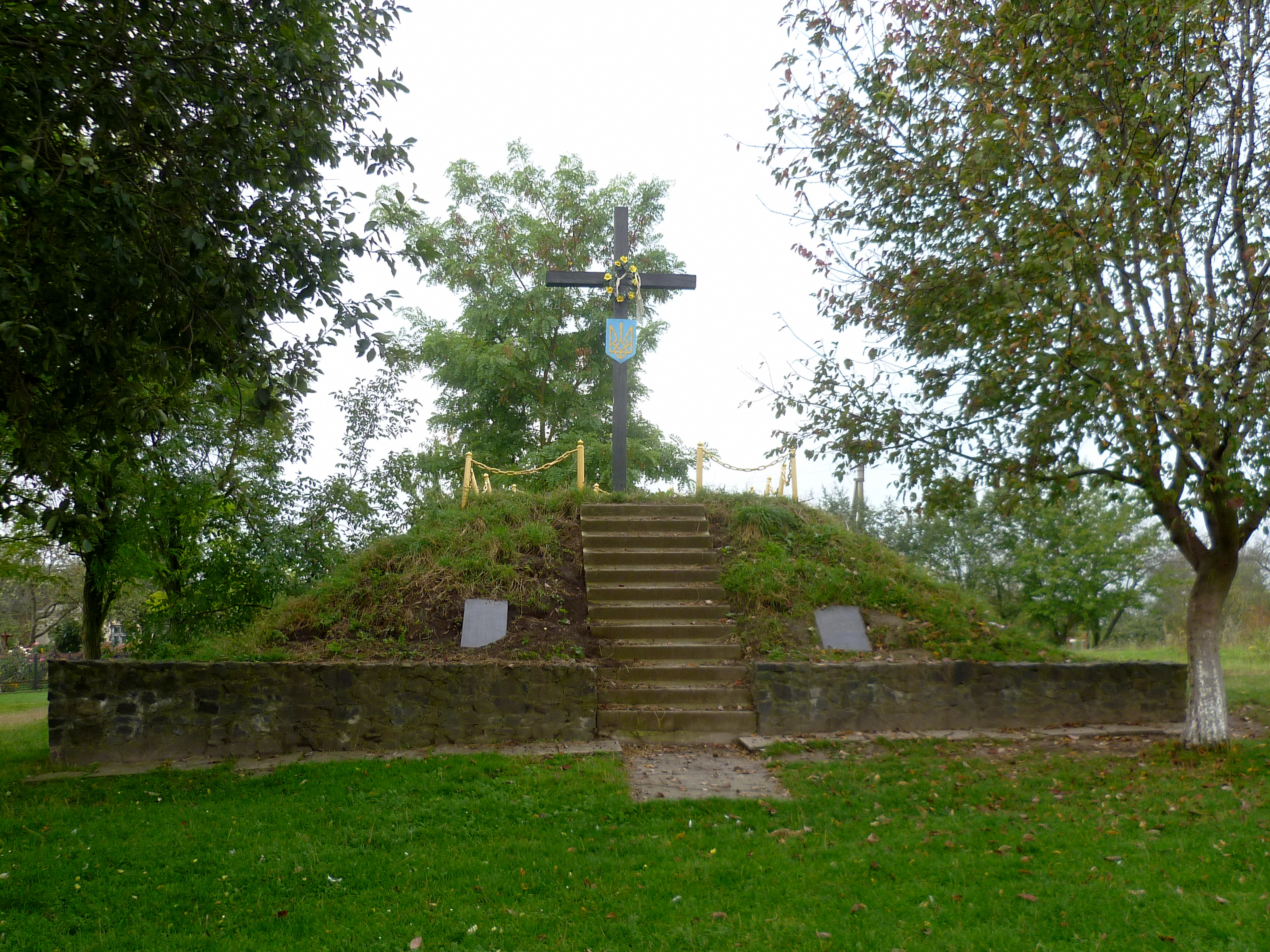
Kreuz (2014)
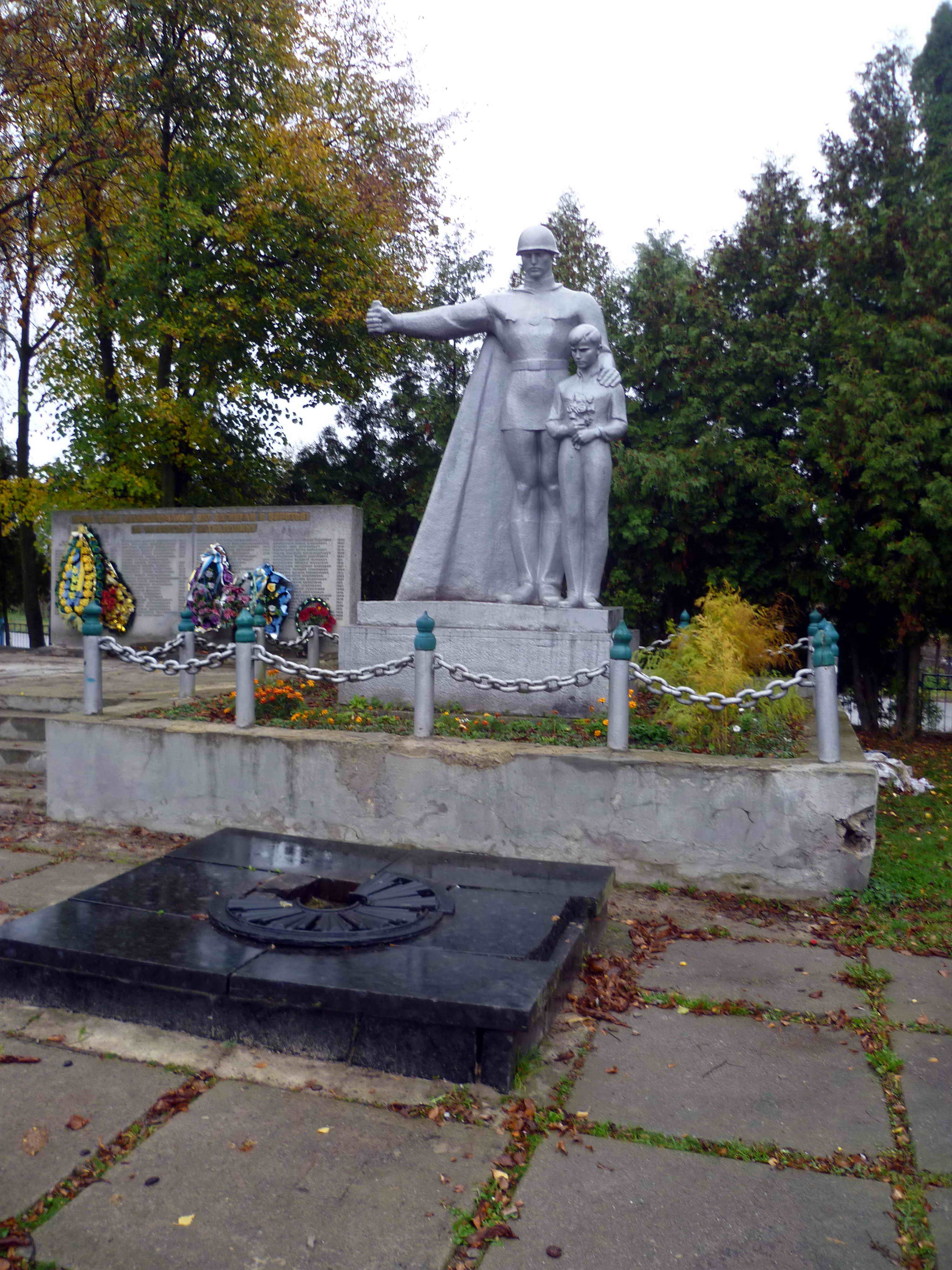
Denkmal (2012)
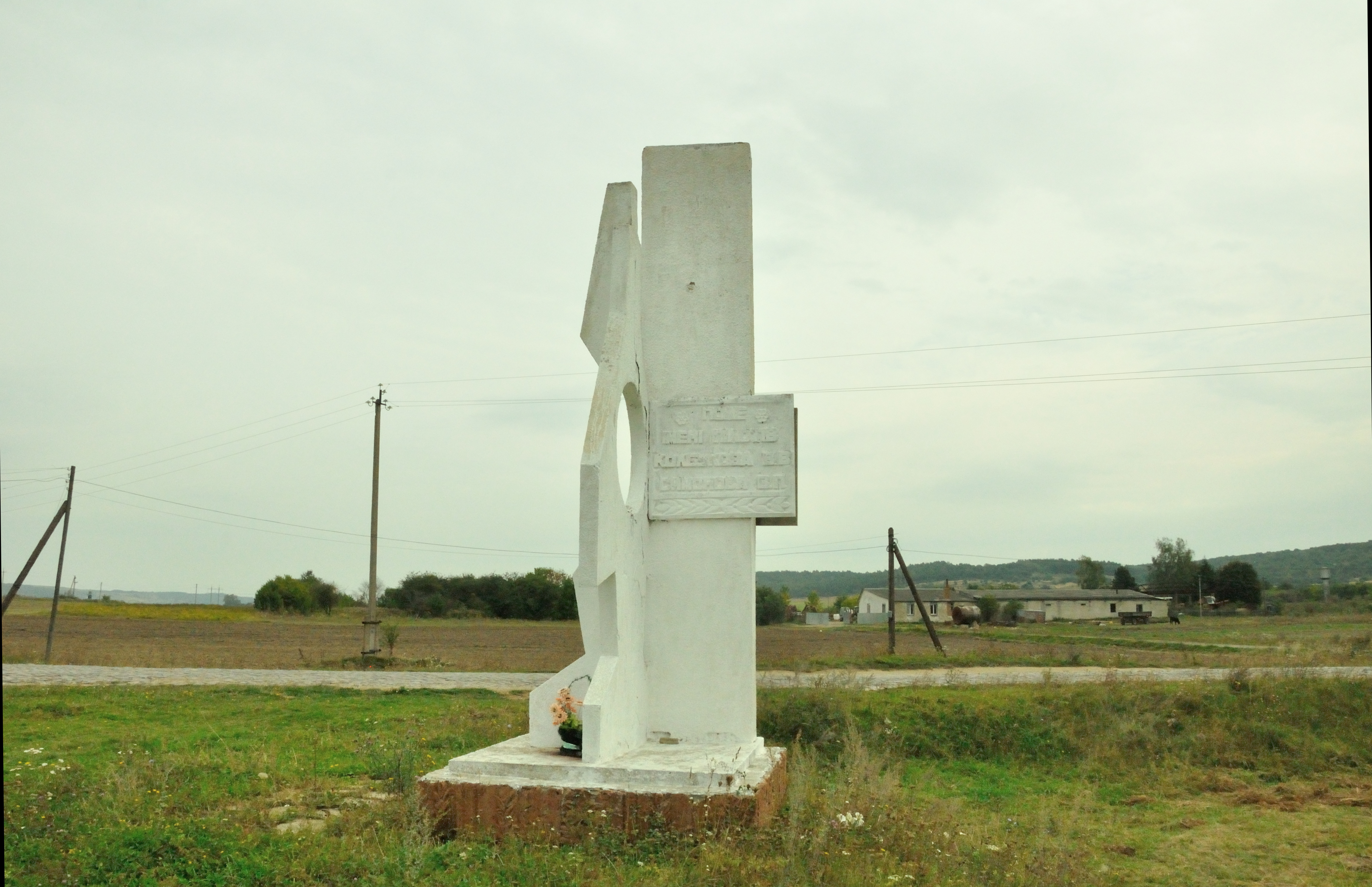
Denkmal (2014)
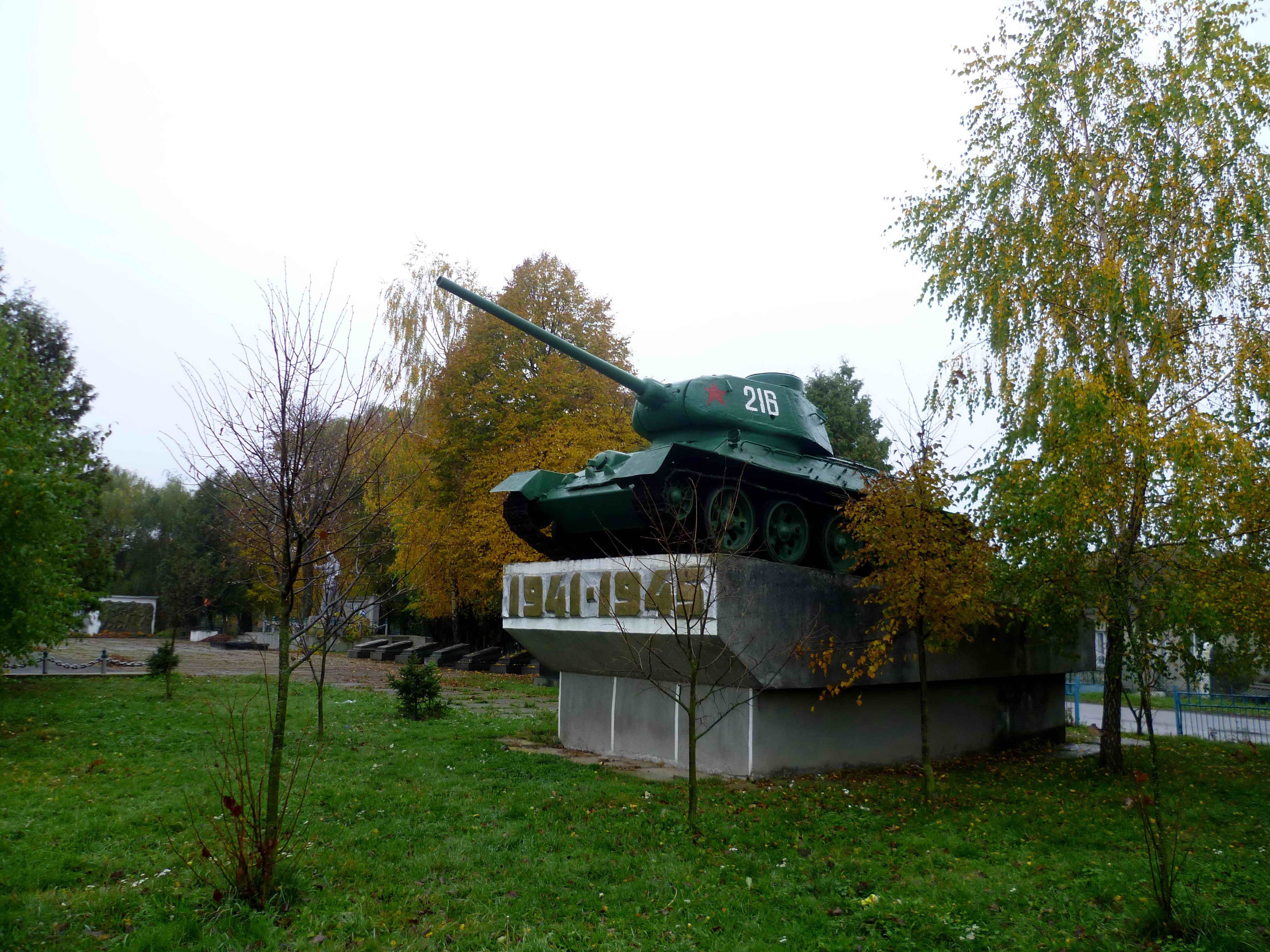
Denkmal (2012)
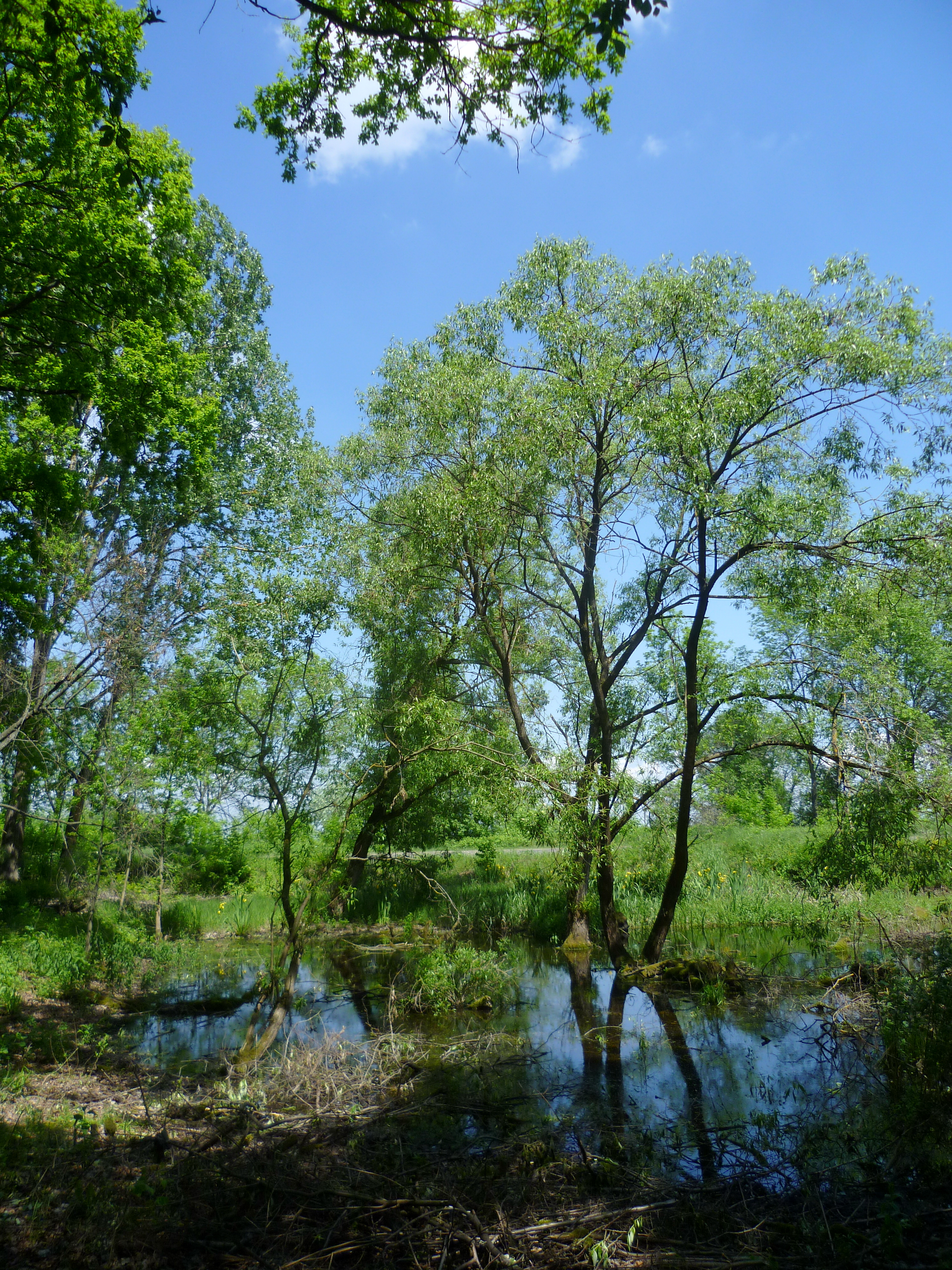
Landschaft bei Iwanytschi (2014)